# فيندياتشال
فيندياتشال (بالإنجليزية: Vindhyachal) هي مدينة تقع في منطقة ميرزابور التابعة لولاية أتر برديش الهندية. للمدينة رمزية دينية بالنسبة للهندوس حيث إنها تُعد موقع حج يتواجد به معبد فينديافاسيني، الذي وفقًا لرواية ماركنديا بورانا، تجسد لقتل الشيطان ماهيشاسور. كما يمر نهر الغانج عبر هذه المدينة.

## التركيبة السكانية
وفقًا للبيانات المؤقتة التي وردت في التعداد السكاني الصادر عام 2011، بلغ عدد سكان الحضر في ميرزابور -كوم-فيندياتشال 245,817 نسمة. حيث بلغ عدد الذكور 131,534 نسمة في حين بلغ عدد الإناث 114,283 نسمة من إجمالي السكان، وبلغ عدد السكان في الفئة العمرية من 0 إلى 6 سنوات 29619 نسمة. كما بلغ معدل معرفة القراءة والكتابة الفعلي للسكان 7 سنوات فما فوق 77.85 في المائة.

## الروابط الخارجية
معبد فينديافاسيني